# Puma SE
Puma SE er et større tysk multinational firma der producerer sko, beklædning og udstyr til sport og idræt, som markedsfører sine produkter under navnet PUMA.
Firmaet er oprettet i 1924 under navnet Gebrüder Dassler Schuhfabrik, som blev grundlagt af Adolf og Rudolf Dassler. Forholdet mellem de to brødre blev så dårligt, at firmaet blev splittet op i to firmaer i 1948. Firmaerne blev senere til Adidas og PUMA. PUMA har hovedkvarter i Herzogenaurach, Tyskland.
Den 1. juli 2013 blev Puma ledet af den tidligere professionelle fodboldspiller Bjørn Gulden (CEO).